# Tlatoani

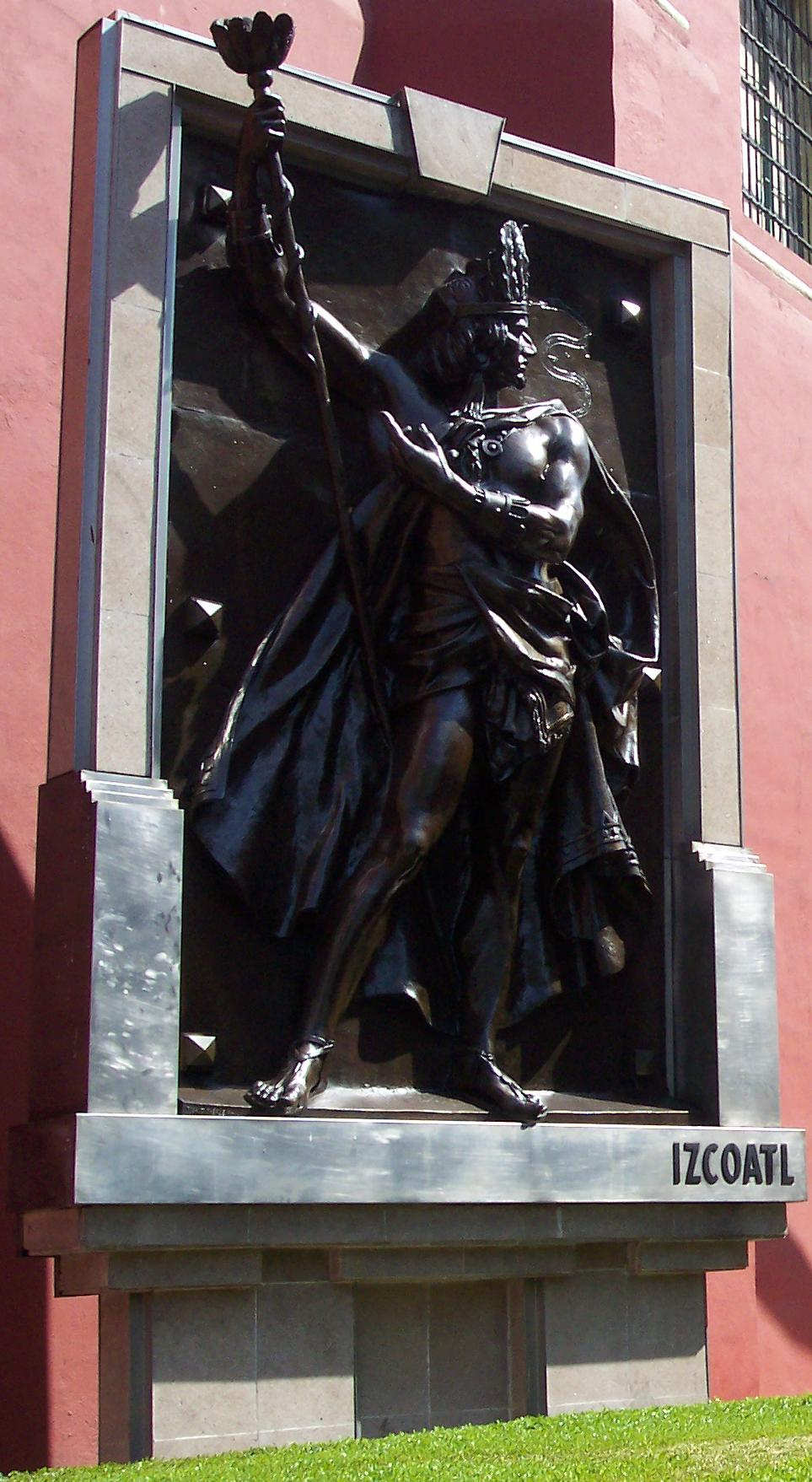
Itzcóatl, escultura de Miguel Noreña (séc. XIX).

O termo tlatoani (do nauatle tlahtoāni  [t͡ɬaʔtoˈaːni]  'aquele que fala') foi usado pelos povos nauas da Mesoamérica para designar os governantes dos altépetl ou cidades. Eram os eleitos pelos nobres (pipiltin) como governantes, escolhidos de entre uma família ou dinastia governante nas diferentes cidades. Os tlatoanis que governavam vários altépetl (como no caso dos mexicas) eram designados Huey Tlatoani.[carece de fontes?]
Cada uma das cidades-estado do Império Asteca tinha seu próprio Tlatoani ou líder. Ele seria o sumo sacerdote e líder militar de sua cidade-estado. Ele seria considerado seu comandante-chefe. O tlatoani era o proprietário final de todas as terras em sua cidade-estado, recebia tributos, supervisionava mercados e templos, liderava os militares e resolvia disputas judiciais. Ele freqüentemente seria um descendente da família real; no entanto, em alguns casos, ele seria eleito. Uma vez que os Tlatoani foram autorizados a ter várias esposas, seu legado seria facilmente mantido. Depois de se estabelecer como Tlatoani, ele seria o Tlatoani de sua região pelo resto da vida. O Tlatoani foi escolhido por um conselho de anciãos, nobres e sacerdotes. Ele seria selecionado a partir de um grupo de quatro candidatos.[carece de fontes?]